# Lijst van gemeenten van Zacatecas
De Mexicaanse deelstaat Zacatecas bestaat uit 58 gemeenten.
| INEGI | Gemeente                     | Inwoners | Oppervlakte   | Hoofdplaats                  | Inwoners |
| ----- | ---------------------------- | -------- | ------------- | ---------------------------- | -------- |
| 001   | Apozol                       | 6.260    | 292,94 km²    | Apozol                       | -        |
| 002   | Apulco                       | 4.942    | 202,72 km²    | Apulco                       | 1.526    |
| 003   | Atolinga                     | 2.227    | 280,98 km²    | Atolinga                     | -        |
| 004   | Benito Juárez                | 4.493    | 328,26 km²    | Florencia                    | 2.905    |
| 005   | Calera                       | 45.759   | 388,53 km²    | Víctor Rosales               | 38.193   |
| 006   | Cañitas de Felipe Pescador   | 8.255    | 449,18 km²    | Cañitas de Felipe Pescador   | 6.378    |
| 007   | Concepción del Oro           | 12.115   | 2.583,98 km²  | Concepción del Oro           | -        |
| 008   | Cuauhtémoc                   | 13.466   | 323,51 km²    | San Pedro Piedra Gorda       | 9.463    |
| 009   | Chalchihuites                | 10.086   | 899,59 km²    | Chalchihuites                | -        |
| 010   | Fresnillo                    | 240.532  | 5.092,92 km²  | Fresnillo                    | 143.281  |
| 011   | Trinidad García de la Cadena | 3.362    | 307,70 km²    | Trinidad García de la Cadena | -        |
| 012   | Genaro Codina                | 8.168    | 796,57 km²    | Genaro Codina                | -        |
| 013   | General Enrique Estrada      | 6.644    | 196,71 km²    | General Enrique Estrada      | -        |
| 014   | General Francisco R. Murguía | 20.191   | 5.024,72 km²  | Nieves                       | 5.844    |
| 015   | El Plateado de Joaquín Amaro | 1.579    | 354,83 km²    | El Plateado de Joaquín Amaro | -        |
| 016   | General Pánfilo Natera       | 23.526   | 463,97 km²    | General Pánfilo Natera       | -        |
| 017   | Guadalupe                    | 211.740  | 773,31 km²    | Guadalupe                    | 170.029  |
| 018   | Huanusco                     | 4.547    | 372,14 km²    | Huanusco                     | -        |
| 019   | Jalpa                        | 25.296   | 717,64 km²    | Jalpa                        | -        |
| 020   | Jerez                        | 59.910   | 1.541,75 km²  | Jerez de García Salinas      | 46.132   |
| 021   | Jiménez del Teul             | 4.465    | 1.199,58 km²  | Jiménez del Teul             | -        |
| 022   | Juan Aldama                  | 19.749   | 625,61 km²    | Juan Aldama                  | 15.045   |
| 023   | Juchipila                    | 12.251   | 338,54 km²    | Juchipila                    | 5.836    |
| 024   | Loreto                       | 53.709   | 429,37 km²    | Loreto                       | -        |
| 025   | Luis Moya                    | 13.184   | 177,48 km²    | Luis Moya                    | -        |
| 026   | Mazapil                      | 17.774   | 12.138,60 km² | Mazapil                      | 1.262    |
| 027   | Melchor Ocampo               | 2.736    | 1.979,12 km²  | Melchor Ocampo               | -        |
| 028   | Mezquital del Oro            | 2.451    | 486,89 km²    | Mezquital del Oro            | -        |
| 029   | Miguel Auza                  | 23.713   | 1.105,48 km²  | Miguel Auza                  | 14.815   |
| 030   | Momax                        | 2.446    | 161,45 km²    | Momax                        | 1.608    |
| 031   | Monte Escobedo               | 8.683    | 1.610,86 km²  | Monte Escobedo               | 4.247    |
| 032   | Morelos                      | 13.207   | 181,24 km²    | Morelos                      | -        |
| 033   | Moyahua de Estrada           | 4.530    | 540,72 km²    | Moyahua de Estrada           | -        |
| 034   | Nochistlán de Mejía          | 27.945   | 877,05 km²    | Nochistlán de Mejía          | 16.814   |
| 035   | Noria de Ángeles             | 16.284   | 408,33 km²    | Noria de Ángeles             | -        |
| 036   | Ojocaliente                  | 44.144   | 643,52 km²    | Ojocaliente                  | 22.295   |
| 037   | Pánuco                       | 17.557   | 588,28 km²    | Pánuco                       | -        |
| 038   | Pinos                        | 72.241   | 3.167,73 km²  | Pinos                        | 6.305    |
| 039   | Río Grande                   | 64.535   | 1.839,28 km²  | Río Grande                   | 35.050   |
| 040   | Saín Alto                    | 21.844   | 1.411,92 km²  | Saín Alto                    | 5.295    |
| 041   | El Salvador                  | 2.509    | 653,80 km²    | El Salvador                  | 1.021    |
| 042   | Sombrerete                   | 63.665   | 3.607,58 km²  | Sombrerete                   | 25.068   |
| 043   | Susticacán                   | 1.365    | 200,84 km²    | Susticacán                   | 929      |
| 044   | Tabasco                      | 16.588   | 406,63 km²    | Tabasco                      | -        |
| 045   | Tepechitlán                  | 8.321    | 544,71 km²    | Tepechitlán                  | 4.883    |
| 046   | Tepetongo                    | 6.490    | 724,01 km²    | Tepetongo                    | -        |
| 047   | Teúl de González Ortega      | 5.356    | 676,38 km²    | Teúl de González Ortega      | 3.461    |
| 048   | Tlaltenango de Sánchez Román | 27.302   | 746,45 km²    | Tlaltenango de Sánchez Román | 17.882   |
| 049   | Valparaíso                   | 32.467   | 5.714,16 km²  | Valparaíso                   | 13.557   |
| 050   | Vetagrande                   | 10.276   | 161,42 km²    | Vetagrande                   | -        |
| 051   | Villa de Cos                 | 34.623   | 6.554,04 km²  | Villa de Cos                 | -        |
| 052   | Villa García                 | 19.525   | 341,81 km²    | Villa García                 | -        |
| 053   | Villa González Ortega        | 13.208   | 416,35 km²    | Villa González Ortega        | -        |
| 054   | Villa Hidalgo                | 19.446   | 365,76 km²    | Villa Hidalgo                | -        |
| 055   | Villanueva                   | 31.558   | 2.179,50 km²  | Villanueva                   | 13.641   |
| 056   | Zacatecas                    | 149.607  | 442,17 km²    | Zacatecas                    | 149.607  |
| 057   | Trancoso                     | 20.455   | 220,95 km²    | Trancoso                     | -        |
| 058   | Santa María de la Paz        | 2.767    | 279,77 km²    | Santa María de la Paz        | -        |

| Detailkaart                         |
| ----------------------------------- |
|                                     |
| Ligging Zacatecas binnen Mexico     |
|                                     |
| Gemeenten ingedeeld naar INEGI code |

Apozol · Apulco · Atolinga · Florencia · Calera de Víctor Rosales · Cañitas de Felipe Pescador · Chalchihuites · Concepción del Oro · Cuauhtémoc · El Plateado de Joaquín Amaro · El Salvador · Fresnillo · Genaro Codina · General Enrique Estrada · General Francisco R Murguía · General Pánfilo Natera · Guadalupe · Huanusco · Jalpa · Jerez · Jiménez del Teul · Juan Aldama · Juchipila · Loreto · Luis Moya · Mazapil · Melchor Ocampo · Mezquital del Oro · Miguel Auza · Momax · Monte Escobedo · Morelos · Moyahua de Estrada · Nochistlán de Mejía · Noria de Ángeles · Ojocaliente · Pánuco · Pinos · Río Grande · Santa María de la Paz · Saín Alto · Sombrerete · Susticacán · Tabasco · Tepechitlán · Tepetongo · Teúl de González Ortega · Tlaltenango de Sánchez Román · Trancoso · Trinidad García de la Cadena · Valparaíso · Vetagrande · Villa de Cos · Villa García · Villa González Ortega · Villa Hidalgo · Villanueva · Zacatecas